# DIOジャパン
株式会社DIOジャパン（ディオジャパン）は、かつてコールセンターの受託運営・設置・人材育成を行っていた中堅のテレマーケティング会社。2015年に倒産。

## 概要
「どこでも・いつでも・お電話ください」からDIOジャパンを命名した。
東京都中央区銀座の本社のほか、松山、志摩に加え、東北をはじめ全国にコールセンターを設立・運営していた。
東日本大震災や、大企業のリストラに伴う国の雇用創出事業を活用して、被災地を中心にコールセンターを開設していたが、その後見通しの甘さから経営悪化に陥り、コールセンターを相次いで閉鎖したほか、従業員の雇い止めや、さらには給料の未払いが発覚した。2014年7月31日には、本社機能のある東京や、登記上の本社のある松山の事務所を閉鎖した。事後処理を弁護士に一任し、法的整理を含め検討を始めるとしていた。同年11月12日には、自主再建を断念。東京地裁に民事再生法の適用を申請し受理されたと発表した。グループ全体の負債総額は10億円程度となる見通しである。
しかし同年12月19日、東京地裁は民事再生法の適用申請を棄却。財産の保全管理命令を出したことが明らかとなった。今後は2015年明けを目処に、職権による破産手続き開始決定へ移行する公算が大きいと報じられ、2015年1月5日、東京地裁は関連会社15社と共に、破産手続きの開始を決定した。
なお、同社は経産省による平成24年度の「おもてなし経営企業選」の1社として選出されている。
本門社長は2014年10月14日放送の報道ステーションでの取材で「緊急雇用は1年なので何の問題もない」とコメントしている。

## 事業所
- 東京本社 - 東京都中央区銀座6-2-1 Daiwa銀座ビル8階
- 松山本店 - 愛媛県松山市三町3丁目12番13号

## 沿革
- 1998年10月 - メディアボックス創業
- 2000年5月 - メディアボックスを有限会社化
- 2003年1月 - 有限会社メディアボックスを株式会社化
- 2005年11月 - 東京本社を中央区銀座に開設
- 2007年4月 - 株式会社DIOジャパン設立　10月、株式会社DIOジャパンを株式会社メディアボックスに吸収合併、株式会社DIOジャパンへ商号変更
- 2008年3月 - 都城コールセンターを開設
- 2010年11月 - 小倉コールセンターを開設
- 2011年6月 - 株式会社東北創造ステーション設立
（これ以後の設置は全て緊急雇用創出事業「コールセンターオペレーター人材育成事業」による）
- 2012年
  - 2月 - 株式会社いわきコールセンター設立
  - 3月 - 株式会社盛岡コールセンター・株式会社洋野コールセンター設立
  - 4月 - 株式会社奥州コールセンター設立
  - 6月 - 株式会社二戸コールセンター・株式会社花巻コールセンター設立
  - 9月 - 株式会社気仙沼コールセンター・株式会社たからべコールセンター・株式会社にかほコールセンター設立
  - 10月 - 株式会社釜石コールセンター設立
- 2013年
  - 2月 - 株式会社石垣コールセンター・株式会社羽後コールセンター設立
  - 3月 - 株式会社鶴岡コールセンター・株式会社西予コールセンター・株式会社DIOジャパン美濃加茂コールセンター設立
  - 4月 - 志摩コンシェルジュセンター開設
- 2014年
  - 6月 - 人材育成事業の受託期間満了と共に、東北のコールセンタースタッフが次々に雇い止めになっていることが判明（短い人で一年）。「株式会社いわきコールセンター」が置かれたいわき市では市役所が調査に乗り出す事態に発展している[12][13]。以後、各地でコールセンターの撤退が相次ぐ[14][15]。
  - 7月 - 事態を重視した厚生労働省が各自治体に調査を依頼しその結果を公表[16]。
  - 8月7日 - 業務停止。事後処理を弁護士に一任（法的倒産手続きはされていない）[17][18]。
  - 11月12日 - 民事再生法の適用を東京地裁に申請し、受理されたと発表[19]。
  - 12月19日 - 東京地裁、民事再生法適用申請棄却。
- 2015年
  - 1月5日 - 裁判所職権により破産手続き決定。
  - 11月30日 - 法人格消滅。

## トピックス
- 社長の本門のり子（旧姓・小島）は、元卓球全日本社会人チャンピオン（昭和60年）。2013年にダイヤモンド社から著書『どこでもいつでもお電話ください　―「おもてなしコールセンター」元気いっぱい営業中！―』を上梓している。現在も愛媛県卓球協会の役員を務める。なお、破産決定以降は消息不明。